# Partido Alemão dos Sudetas
O Partido Alemão dos Sudetas (em alemão:  Sudetendeutsche Partei, SdP, em tcheco/checo:  Sudetoněmecká strana) foi um partido criado por Konrad Henlein com a designação original de Sudetendeutsche Heimatfront ("Frente Patriótica dos Alemães dos Sudetas") em 1 de Outubro de 1933, alguns meses depois de o estado da Checoslováquia ter ilegalizado o Partido Nacional Socialista dos Trabalhadores Alemães (Deutsche Nationalsozialistische Arbeiterpartei, DNSAP). Em Abril de 1935, o partido mudou a sua designação para Sudetendeutsche Partei na sequência de uma ordem do governo checoslovaco. O nome foi oficialmente alterado para Partido dos Alemães Sudetas e dos Alemães Cárpatos (Sudetendeutsche und Karpatendeutsche Partei) em Novembro de 1935.
Com a ascensão do Partido Nazi na Alemanha, o Partido Alemão dos Sudetas tornou-se uma força significativa pró-nazi na Checoslováquia com o objectivo específico de desorganizar o país e juntá-lo ao Terceiro Reich. Em Junho de 1938, o partido tinha mais de 1,3 milhões de membros, cerca de 40,6% de cidadãos de etnia alemã da Checoslováquia. Durante as últimas eleições livres democráticas antes da ocupação alemã da Checoslováquia, as eleições de Maio de 1938, o partido recebeu 88% de votos dos alemães étnicos, passando ao controlar a maioria das autoridades municipais da fronteira checoslovaca. A adesão em massa ao partido fez dele um dos maiores partidos fascista da Europa naquele período.